# Nuphar subintegerrimum
Nuphar subintegerrimum är en näckrosväxtart som beskrevs av Tomitaro Makino. Nuphar subintegerrimum ingår i släktet gula näckrosor, och familjen näckrosväxter. Inga underarter finns listade i Catalogue of Life.